# Myrcia splendens
Myrcia splendens är en myrtenväxtart som först beskrevs av Olof Swartz, och fick sitt nu gällande namn av Dc.. Myrcia splendens ingår i släktet Myrcia och familjen myrtenväxter. Inga underarter finns listade i Catalogue of Life.